# Torgny Greitz
Torgny Valdemar Bernhard Greitz, född 13 augusti 1921 i Stockholm, död 1 augusti 2016, var en svensk läkare och medicinsk forskare. 
Han var 1963–1987 överläkare vid Karolinska sjukhuset och 1973–1987 professor i neuroradiologi vid Karolinska institutet. Han blev 1982 ledamot av Vetenskapsakademien.
Greitz var även känd för diktsamlingen Camera obscura, under pseudonymen Jan Wictor,  som skrevs tillsammans med studiekamraten Lars Gyllensten.
Torgny Greitz är gravsatt i minneslunden på Galärvarvskyrkogården i Stockholm. Han är far till arkitekten Björn Greitz.